# Tabuenca
Tabuenca és un municipi espanyol de la província de Saragossa situat a la comarca del Camp de Borja. El 2020 tenia 321 habitants.